# Памятник воинам-металлургам, погибшим в Великой Отечественной войне

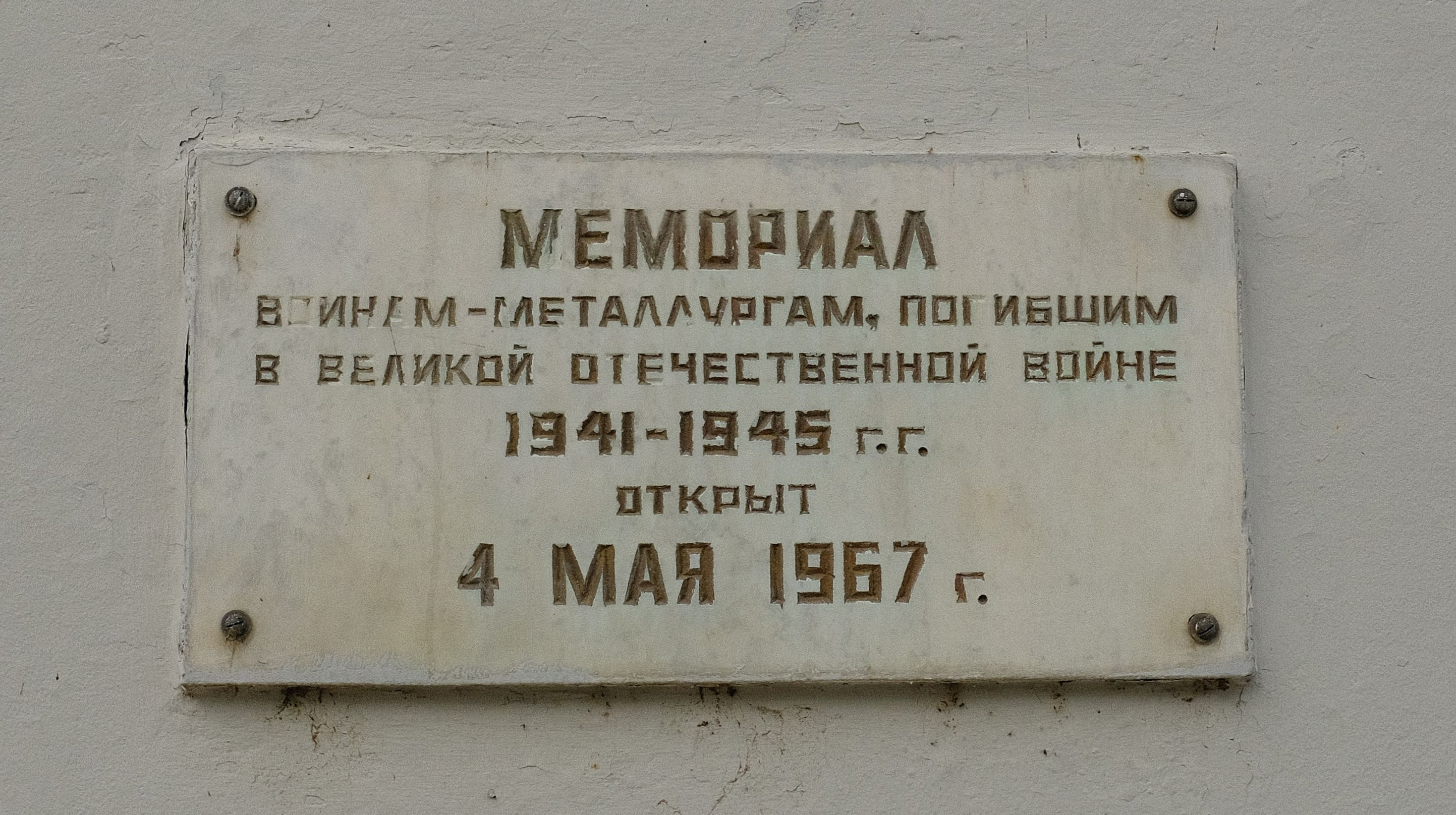
Памятная табличка на проходной Ижстали

Памятник воинам-металлургам, погибшим в Великой Отечественной войне, находится в Интернациональном переулке Ижевска около восточной проходной завода «Ижсталь». Является памятником истории регионального значения Удмуртской республики.

## История
Идея создания монумента принадлежит ветеранам Великой Отечественной войны — работникам завода Ижсталь А. В. Яновскому и Б. А. Олерову, которые в начале 1967 года начали прорабатывать проект обелиска. Инициативу поддержали работники цехов завода и директор Тарасов В. С..
В мае 1967 года монумент был открыт в ходе общезаводского митинга. В нише памятника была установлена капсула с именами 52 воинов-металлургов, погибших в сражениях Великой Отечественной войны.
В мае 1970 года в честь 25-летия Победы у памятника был зажжён Вечный огонь, доставленный от Вечного огня у Монумента боевой и трудовой славы. Капсула с именами погибших была извлечена. Позднее их имена были нанесены на мраморные стелы мемориала.

## Галерея

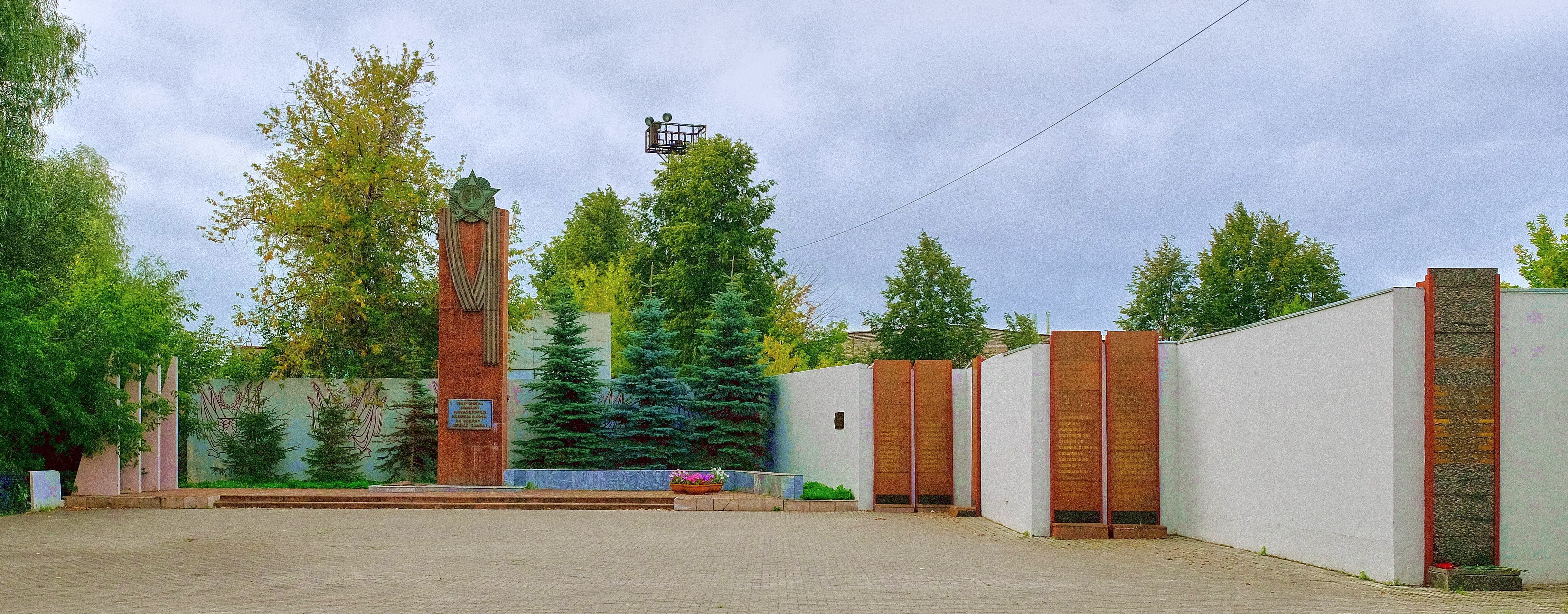
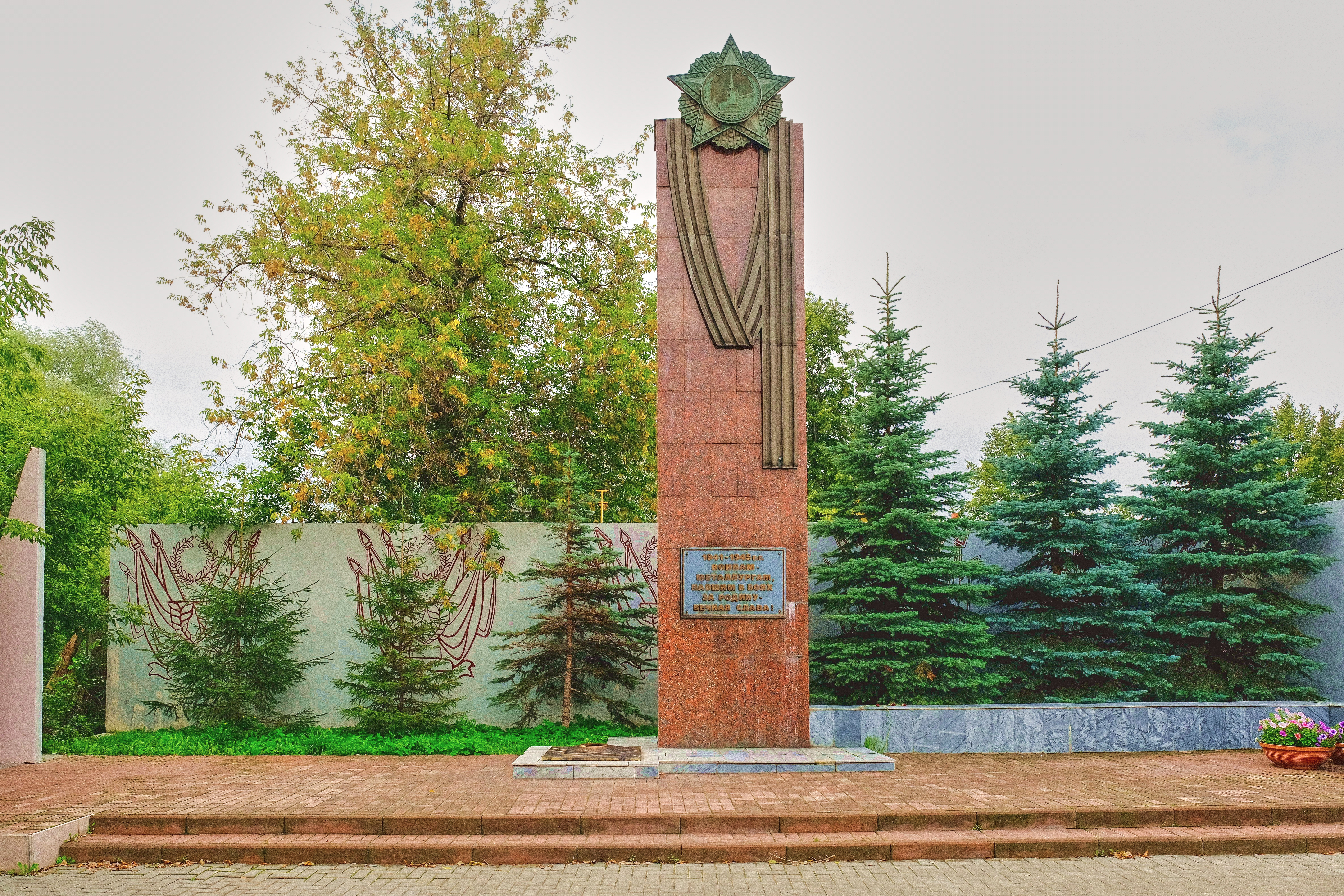
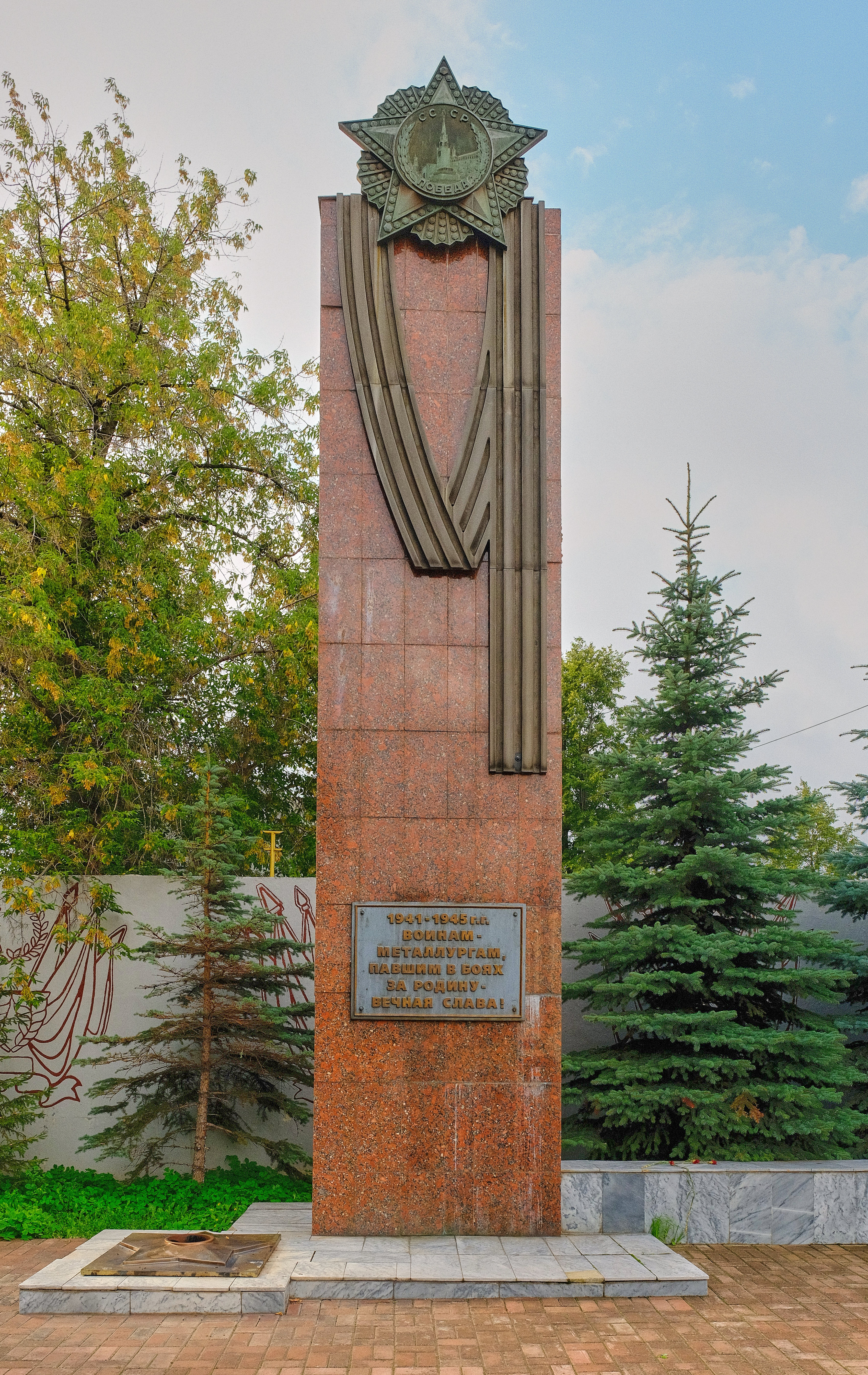
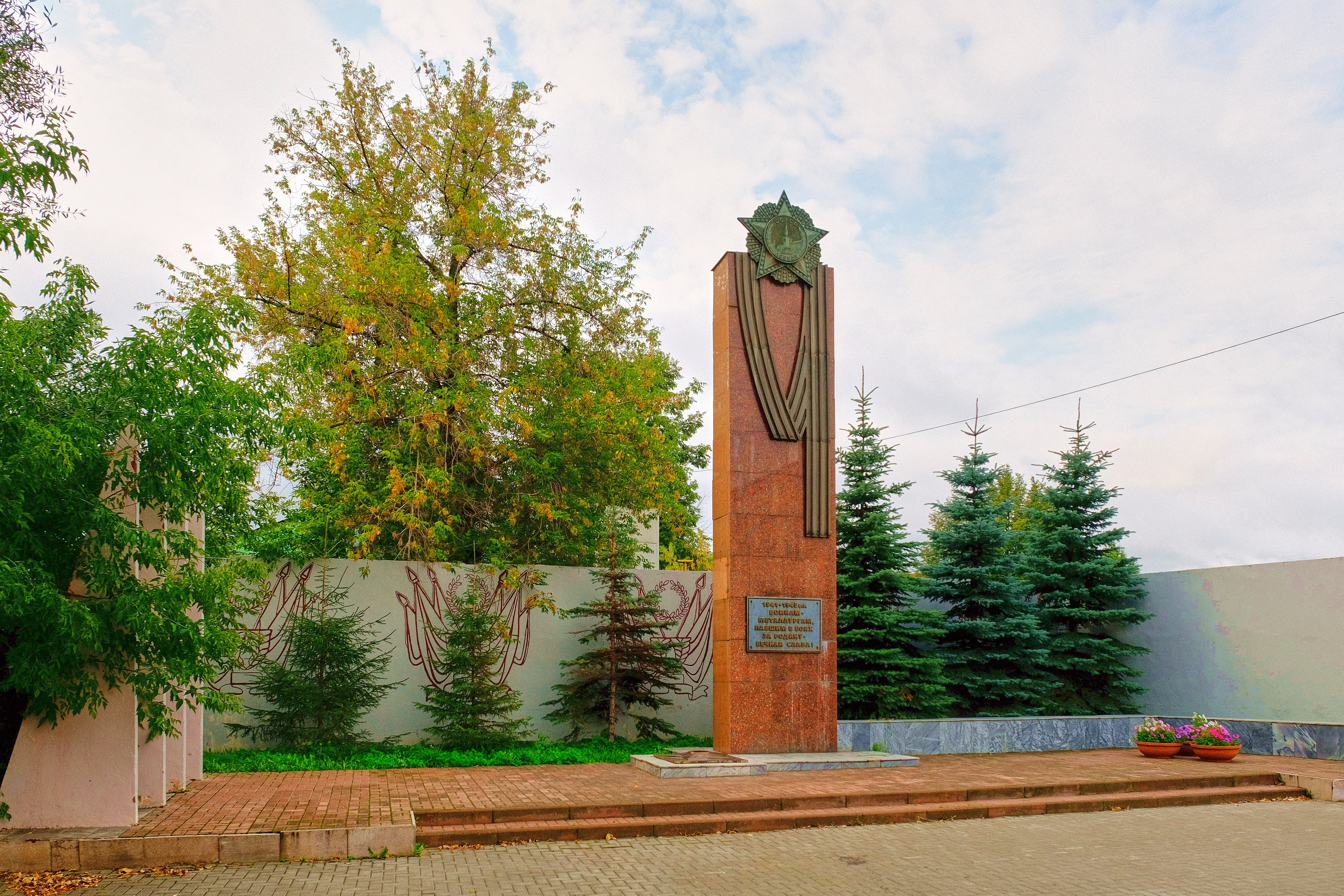
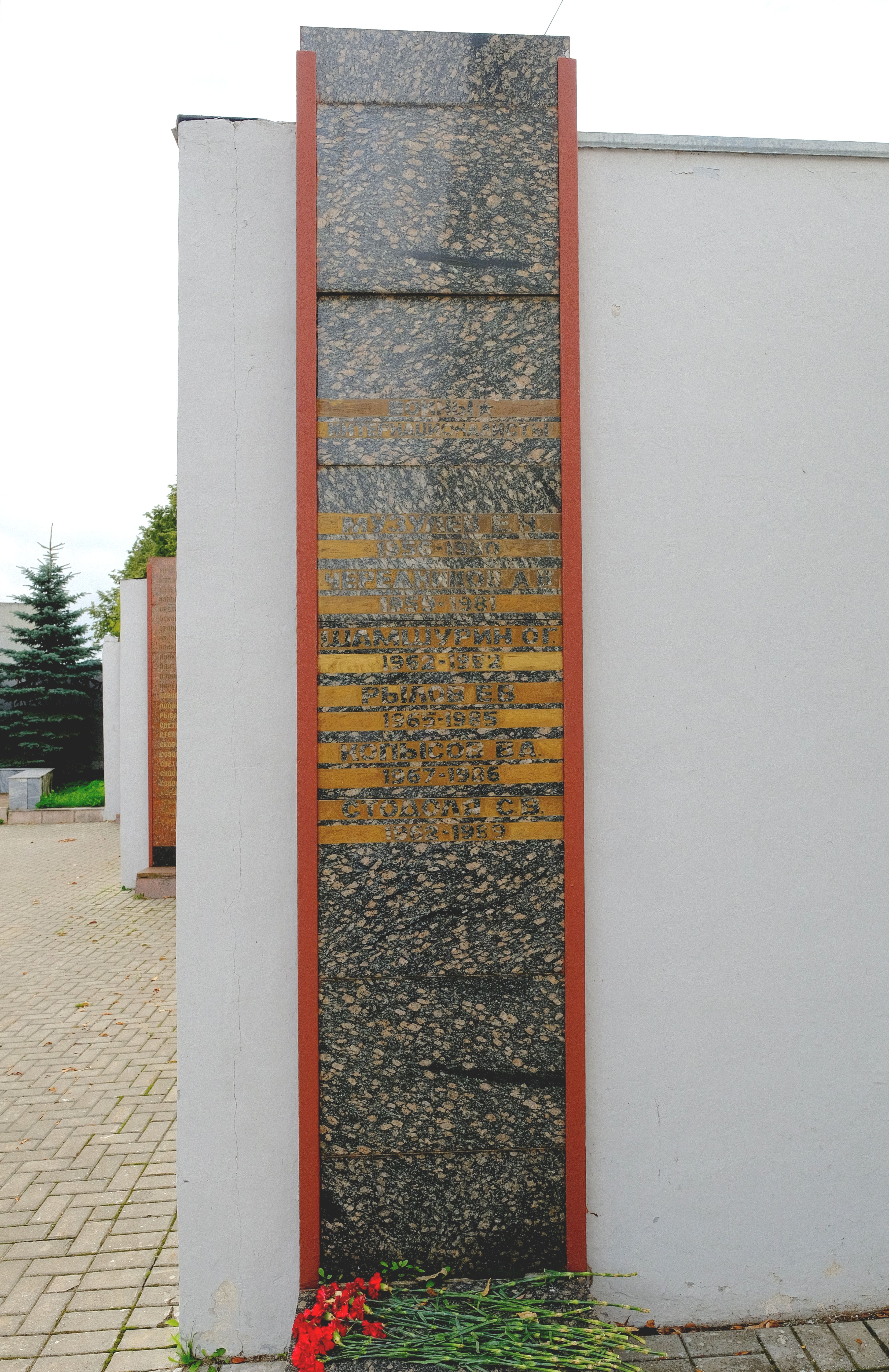
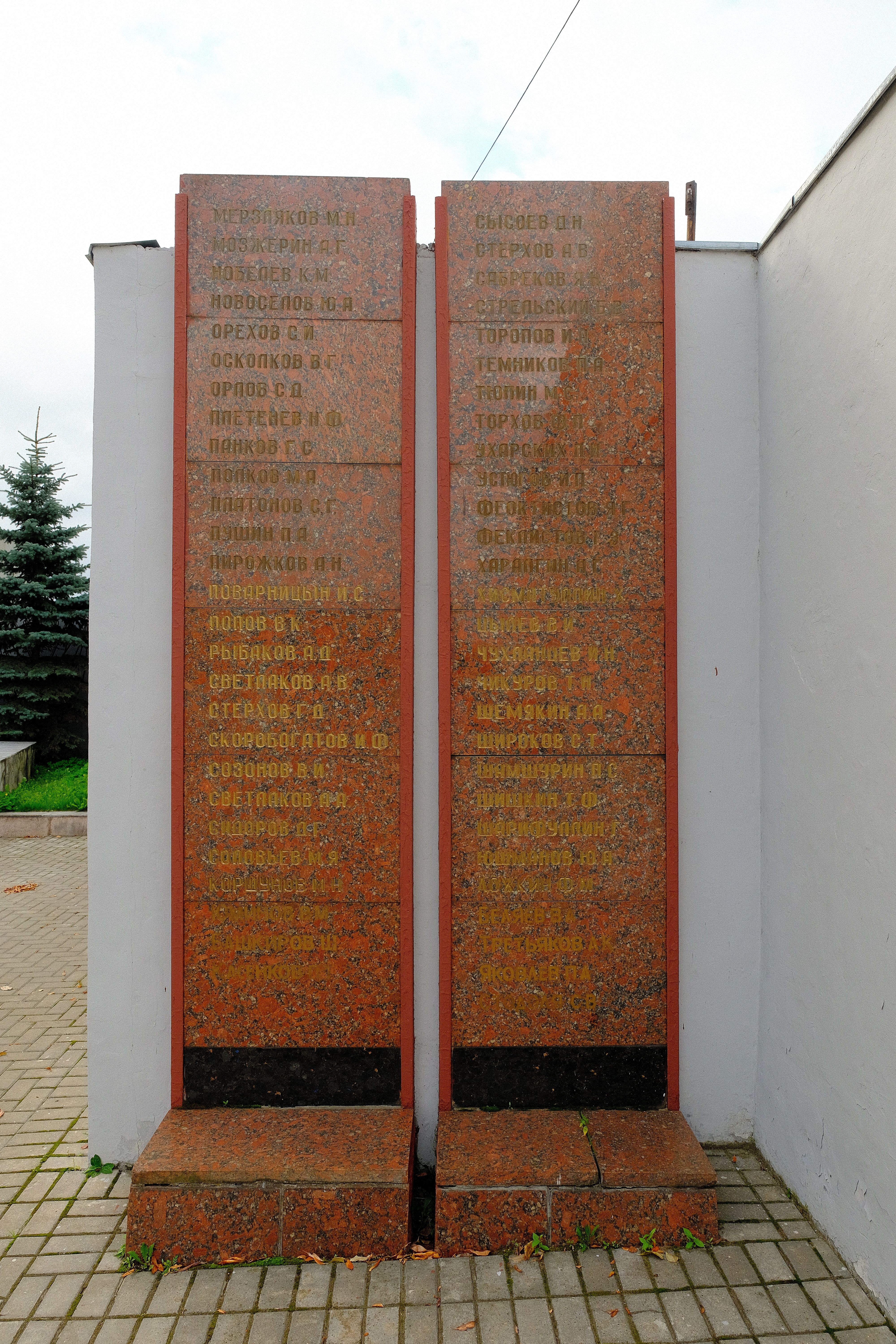
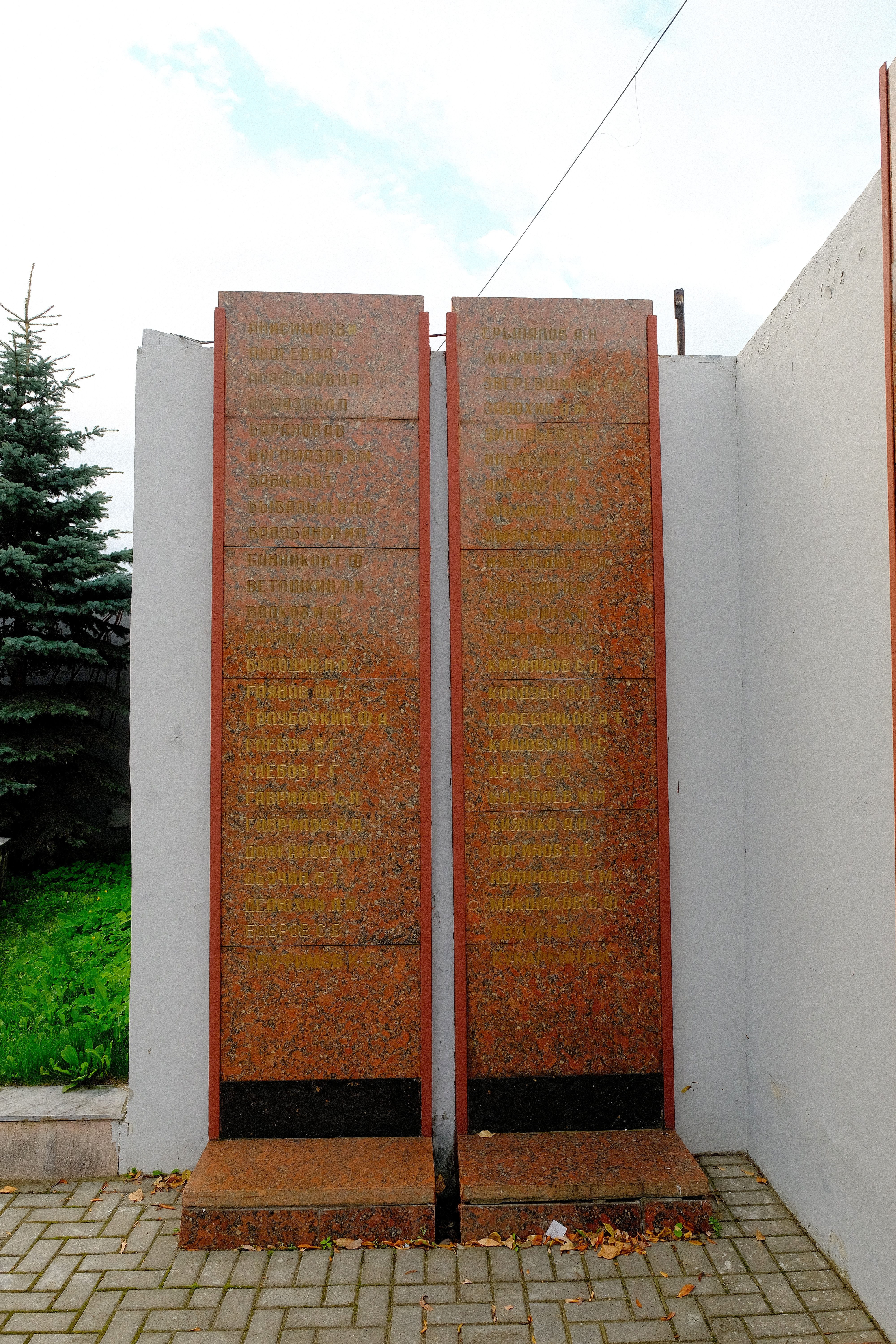
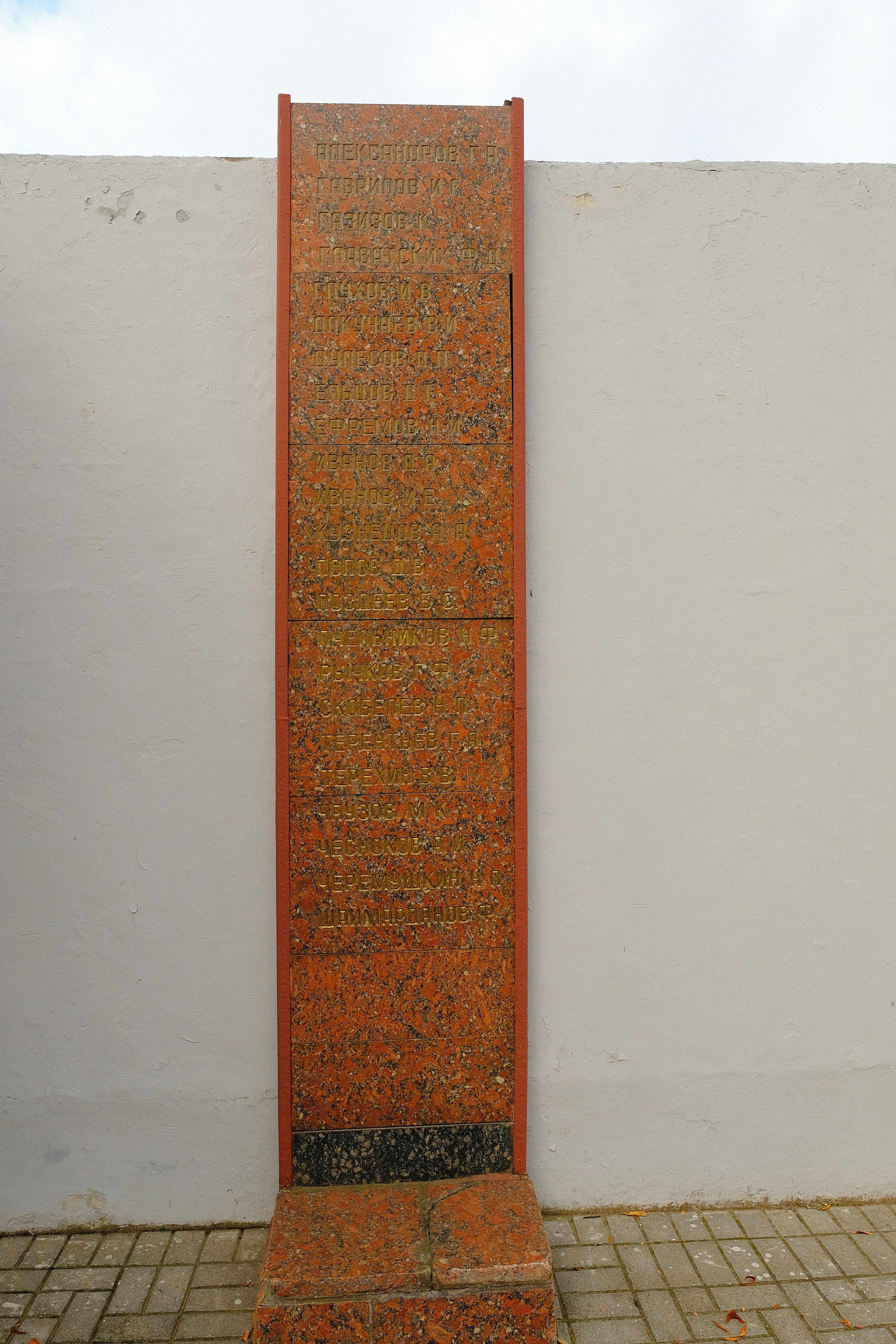